# Матриш (Рибейра-Гранде)
Матриш (порт. Matriz) — район (фрегезия) в Португалии, входит в округ Азорские острова. Расположен на острове Сан-Мигел. Является составной частью муниципалитета Рибейра-Гранде. Население составляет 3552 человека на 2001 год. Занимает площадь 10,82 км².

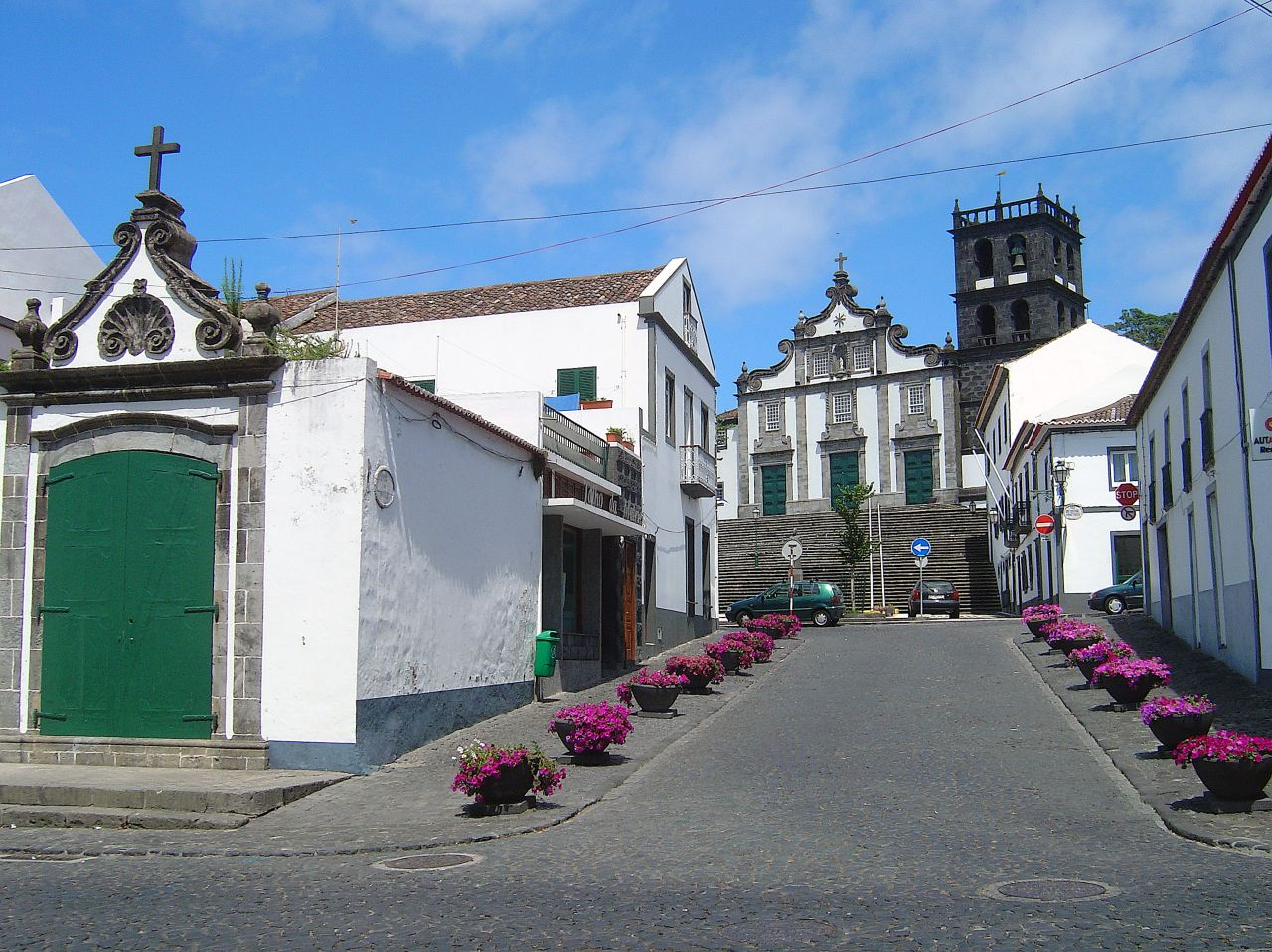
Собор